# 임중리 김사민 정효각
임중리 김사민 정효각은 대한민국 경상북도 포항시 남구 장기면 임중리 114에 있다. 2018년 10월 16일 포항시의 향토문화유산 제2018-02호로 지정되었다.

## 개요
임중리 김사민 정효각은 장기면 임중리 새장터 마을 앞 도로변에 위치하며 효자 김사민의 효행을 기리기 위해 건립되었다. 정면 1칸 측면 1칸의 북동향 건물로 맞배지붕의 겹처마 건물이다. 정려비와 정효각은 모두 1841년에 건립되었으며 정면에는 '정효각' 현판이 있고 양쪽에는 방풍판이 있다. 도로변에 위치하였으나 도로가 높아지면서 2006년 중수하였다.